# 克萊爾 (密歇根州)
克萊爾（英語：Clare）是一個位於美國密歇根州克萊爾縣及伊莎貝拉的城市。

## 人口
根據2020年美國人口普查的數據，克萊爾的面積為9.92平方千米，當中陸地面積為9.63平方千米，而水域面積為0.28平方千米。當地共有人口3254人，而人口密度為每平方千米328人。